# Nasshaftung

Reifenlabel mit Informationen zur Nasshaftung

Die Nasshaftung der Reifen ist ein Wert, der die Verlängerung der Bremswege bei nasser Fahrbahn angibt. Die genauen Angaben über diesen Wert kann man auf jedem EU-Reifenlabel ablesen. Die Nasshaftung gilt als ein sehr wichtiges Bewertungskriterium für einen sicheren Bremsvorgang.

## Klassifizierung
Die Klassifizierung der Nasshaftung wird in Buchstaben von A bis G angegeben. Der Wert A gilt hierbei als Idealwert, bei dem keine Verlängerung des Bremswegs durch Nässe verursacht wird. Der Wert G stellt den größten und somit ungünstigsten Wert für die Nasshaftung dar. In der Klassifizierung werden die Klassen D und G nicht verwendet. Die Werte der Nasshaftung werden bei einer Geschwindigkeit von 80 km/h gewertet. 
| Klasse | Verlängerungen des Bremswegs    |
| ------ | ------------------------------- |
| A      | Keine Verlängerung              |
| B      | Bremswegverlängerung um 3 Meter |
| C      | Bremswegverlängerung um 4 Meter |
| E      | Bremswegverlängerung um 5 Meter |
| F      | Bremswegverlängerung um 6 Meter |

## Wichtigkeit und Regelung
In der EU müssen seit 2012 alle Sommer-, Winter- und Ganzjahresreifen von Werk über ein offizielles Reifenlabel verfügen. Das Reifenlabel zeigt wichtige Informationen über den Kraftstoffverbrauch, die Geräuschentwicklung und die Nasshaftung der Reifen. Für einen optimalen Bremsvorgang werden Reifen mit einem sehr gutem Nasshaftungswert empfohlen. Die Klassifizierungen der Reifen werden von den jeweiligen Reifenherstellern vorgenommen und sollen von geeigneten Instituten geprüft werden.